# Norra Magasinet
Norra Magasinet var ett samhällsprogram som visades i Sveriges Television under perioderna 1987-1992 samt 1994-2000. Programmet gjordes av SVT i Luleå. Programledare var bl.a. Tomas Bresky.
Programmet tog flera gånger upp Palmemordet, normalt med en kritisk hållning till polisens utredning och dess utredare. Bland andra reportern Lars Borgnäs drev energiskt denna linje i programmet.
Norra Magasinet, Striptease och Reportrarna ersattes 2001 av Uppdrag granskning.